# Cantiere Navale Triestino

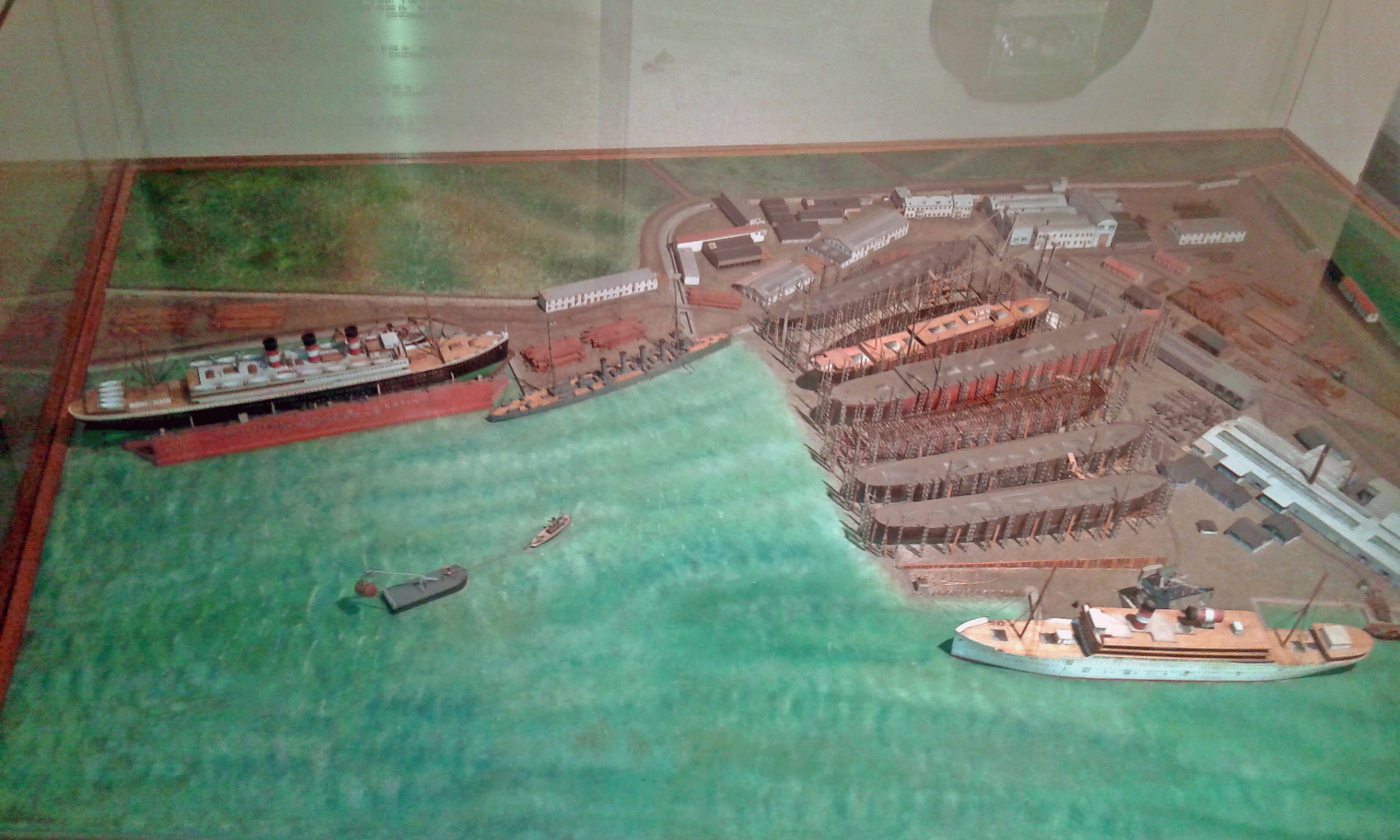
Modell der Werft (ca. 1914)

Das Cantiere Navale Triestino (abgekürzt CNT) ist ein ehemals österreichisch-ungarisches und später italienisches Schiffsbauunternehmen in Monfalcone am Golf von Triest, welche zu Beginn des 20. Jahrhunderts gegründet wurde. Die dazugehörige Schiffswerft existiert als Teil der Fincanctieri-Gruppe bis heute.

## Geschichte

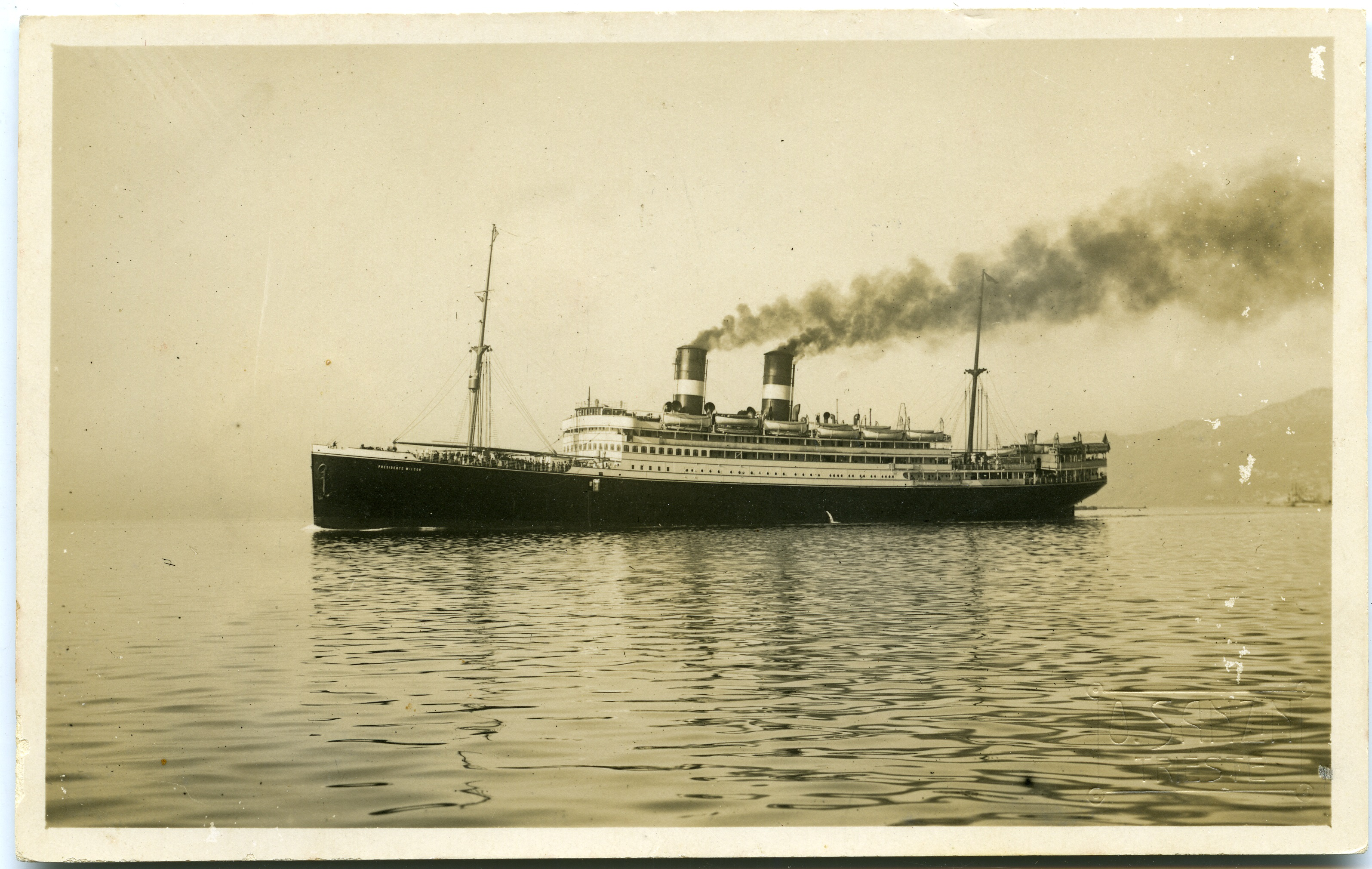
Die 1912 vom Stapel gelaufene Kaiser Franz Joseph I., später Presidente Wilson

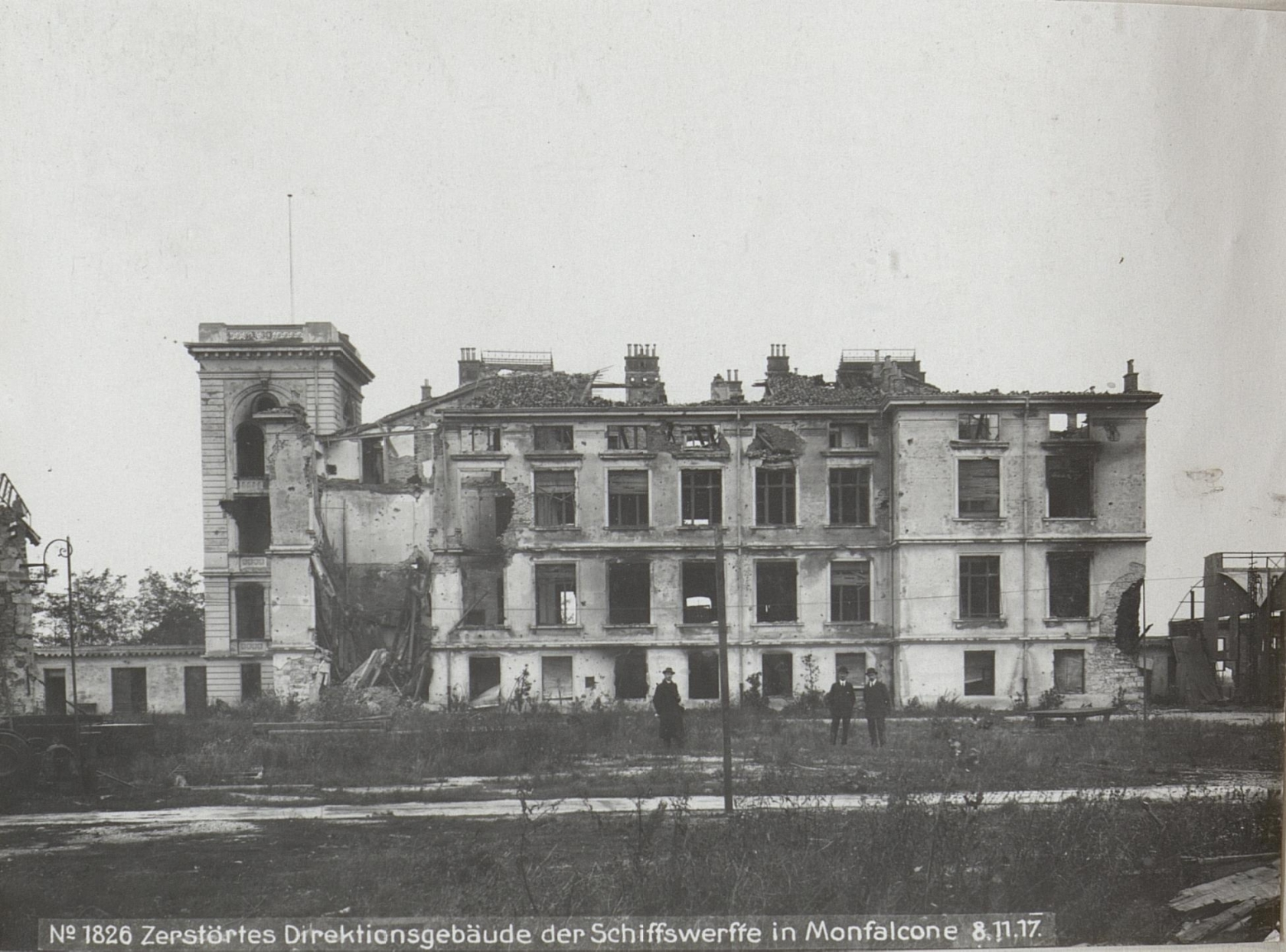
Beschädigtes Direktionsgebäude der Werft (1917)

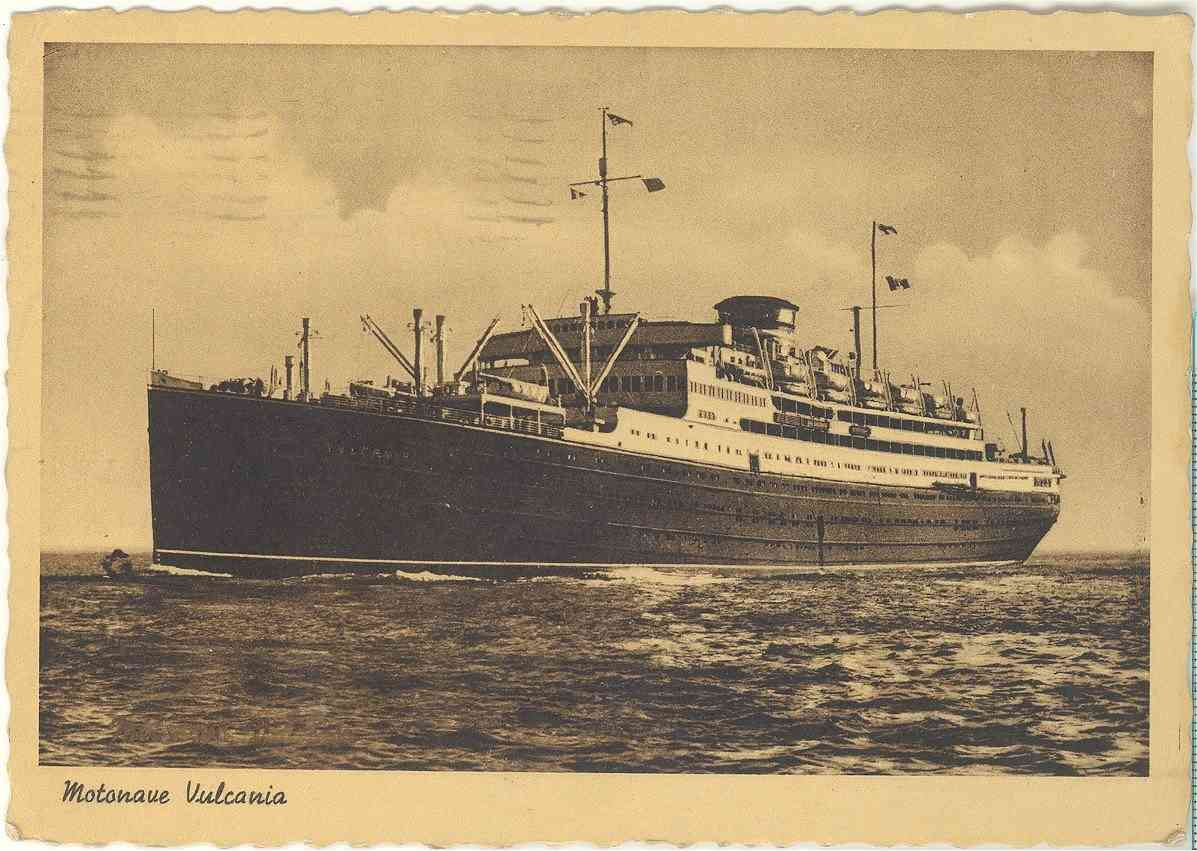
Die MS Vulcania

Das Cantiere Navale Triestino wurde im Jahr 1908 als Aktiengesellschaft von der Triestiner Reederfamilie Cosulich gegründet, Anteilseigner der Austro-Americana. Hauptgrund war, dass die beiden Triestiner Werften Lloydarsenal und Stabilimento Tecnico Triestino ausgelastet waren, die Reederei jedoch ihren Bedarf an Schiffen im Inland decken wollte. Die Werft stand jedoch nicht im alleinigen Besitz der Cosulichs, sondern stand als eigenständiges Unternehmen auch anderen Reedereien offen. Der Chefkonstrukteur Andrew Munro wurde vom bisherigen Hauslieferanten der Austro-Americana, Russell & Co. in Port Glasgow, abgeworben.
1912 stieg der böhmische Rüstungskonzern Skoda bei CNT ein. Bis zum Beginn des Ersten Weltkrieges fertigte die Werft sowohl Schiffe für die österreichische Handelsmarine als auch für die k.u.k Kriegsmarine, darunter den Kreuzer Saida. Mit der Kaiser Franz Joseph I. lief am 9. September 1911 das bis dato größte österreichische Handelsschiff vom Stapel, getauft von Erzherzogin Maria Josepha. Mit der Kaiserin Elisabeth (geplant 15.500 BRT) wurde 1912 ein noch größeres Schiff auf Stapel gelegt.
Nach der Kriegserklärung Italiens an Österreich 1915 wurde der Betrieb auf der zu nahe der italienischen Grenze gelegenen Werft eingestellt, der Großteil der mehrheitlich italienischen Werftarbeiter verließ das Gelände. Am 8. Juni 1915 besetzten italienische Truppen die Werft, die daraufhin zwischen Juli und September von der k.u.k Armee im Zuge der ersten beiden Isonzoschlachten unter Feuer genommen wurde. Die heftigen Kämpfe sorgten für große Verwüstungen am Werftgelände. Beispielsweise wurde der Rumpf der gerade im Bau befindlichen Kaiserin Elisabeth arg in Mitleidenschaft gezogen. Der Gesellschaft gelang es, durch Anmietung von Teilen der Schiffswerft Obuda der DDSG in Budapest und des Marinearsenals in Pola weiter operativ tätig zu sein. In dieser Zeit baute CNT einige U-Boote für die k.u.k Marine.
Nach dem Untergang der Donaumonarchie wurde CNT gemeinsam mit der in Cosulich Line umbenannten Austro-Americana ein italienisches Unternehmen. Es wurden weiterhin Handels- und Kriegsschiffe sowie Unterseeboote gebaut. 1923 gründete die Familie Cosulich das Flugunternehmen CANT, deren Wasserflugzeuge in Monfalcone gebaut wurden. 1927/28 wurden mit den beiden Schwesterschiffen Saturnia und Vulcania der Cosulich Line die damals größten Motorschiffe der Welt vom Stapel gelassen.
Im Jahr 1929 wurde CNT mit dem Stabilimento Tecnico Triestino von der faschistischen Regierung unter Mussolini zum Schiffbauunternehmen Cantieri Riuniti dell’Adriatico (CRDA) fusioniert. Als CRDA Monfalcone spezialisierte sich der Standort auf den U-Boot-Bau, 47 der 100 vor dem Zweiten Weltkrieg von Italien betriebenen U-Boote stammten aus Monfalcone. Aber auch große Handelsschiffe mit Dieselmotorantrieb wurden weiterhin vom Stapel gelassen, beispielsweise die beiden Schwesterschiffe Piłsudski (1934) und Batory (1935) für die Gdynia-Ameryka Linie.
Nach dem Zweiten Weltkrieg gelang es der Werft, sich weiterhin zu behaupten und im Schiffbausektor tätig zu sein. 1984 wurde das Unternehmen Teil der Fincantieri-Gruppe. Heute werden in Monfalcone vor allem Kreuzfahrtschiffe gebaut.

### Museale Rezeption
Das Civico Museo del Mare in Triest zeigt ein Modell der Schiffswerft, welches aus der Zeit vor dem Ersten Weltkrieg stammt. Darauf zu sehen die nie fertig gestellte Kaiserin Elisabeth (später war der Name Isonzo vorgesehen) im Schwimmdock. Das Schiff wäre der erste österreichische Handelsdampfer mit drei Rauchfängen geworden.

## Bilder

Dampfer Belvedere der Austro-Americana
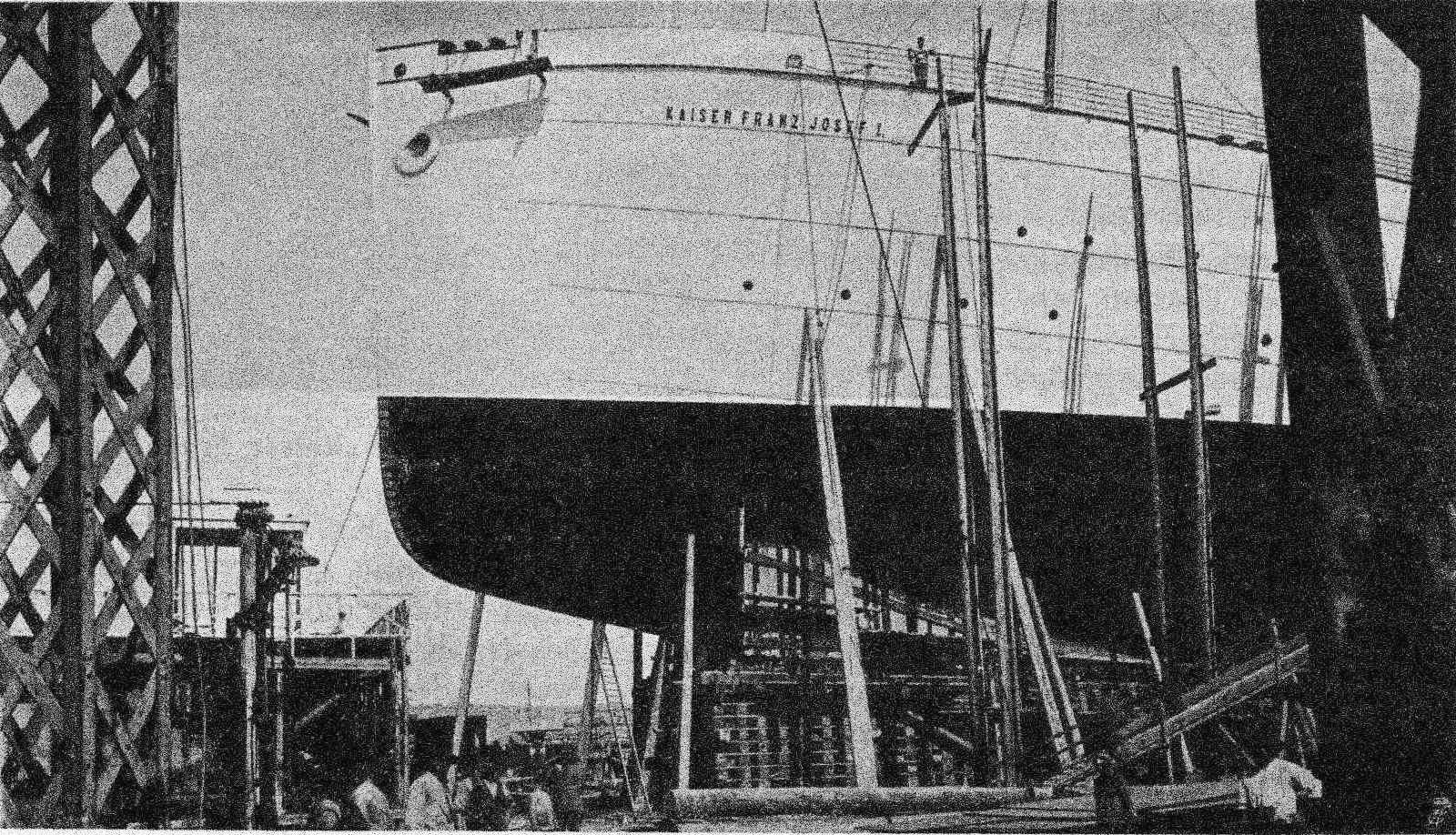
Kaiser Franz Joseph I. auf dem Stapel
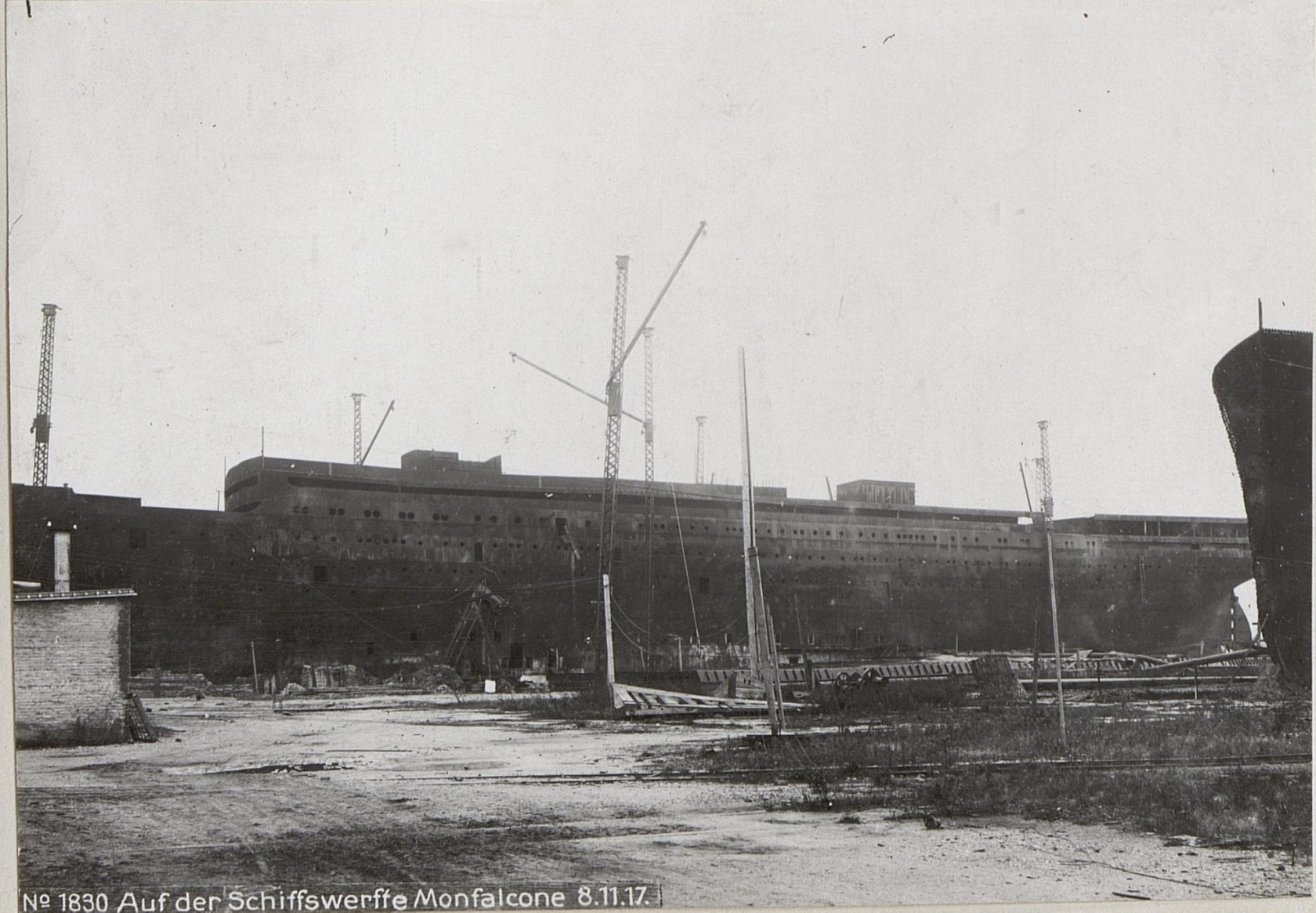
Der beschädigte Rumpf der Kaiserin Elisabeth (1917)
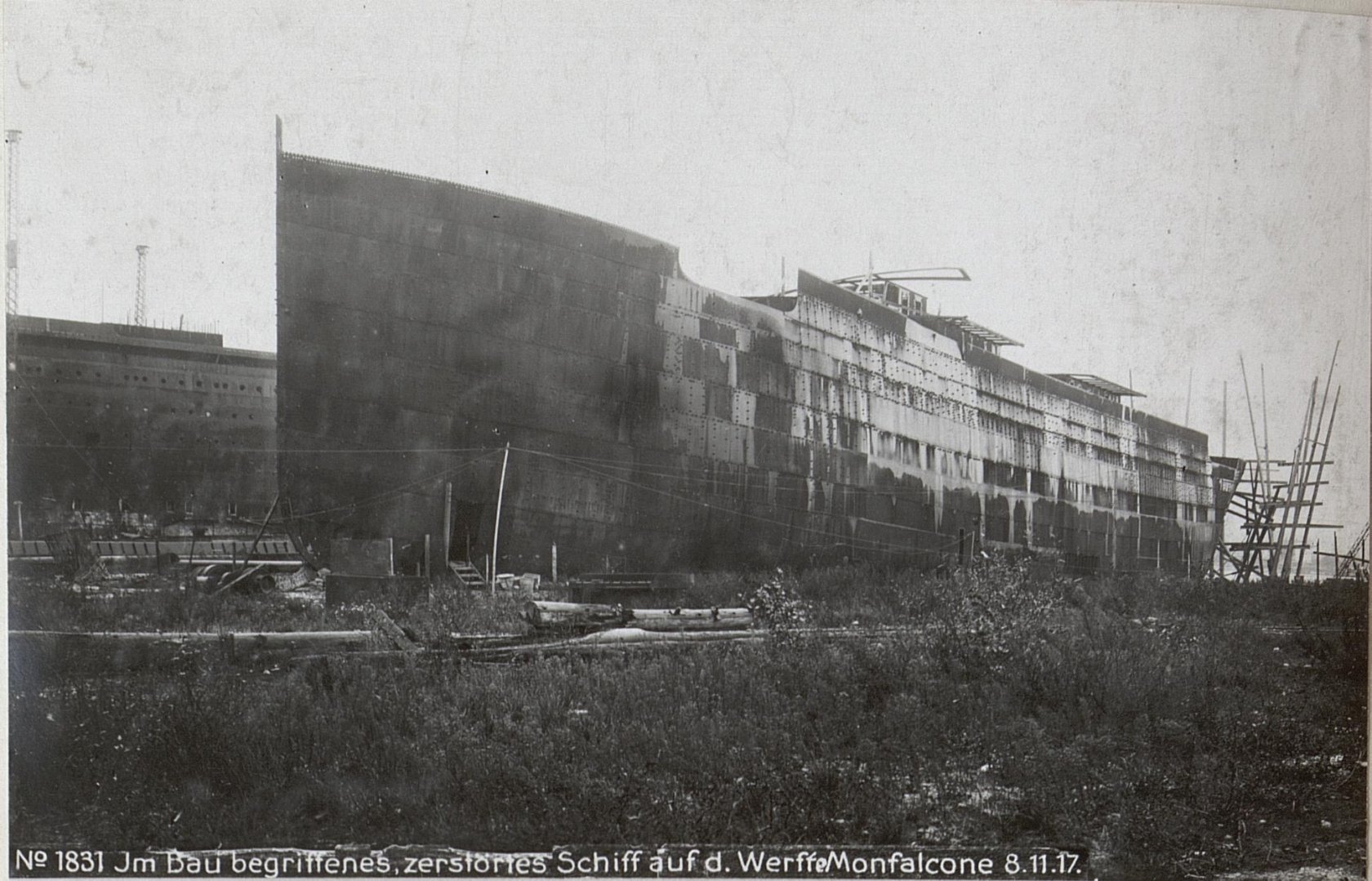
Beschädigter Schiffsrumpf auf der Werft (1917)
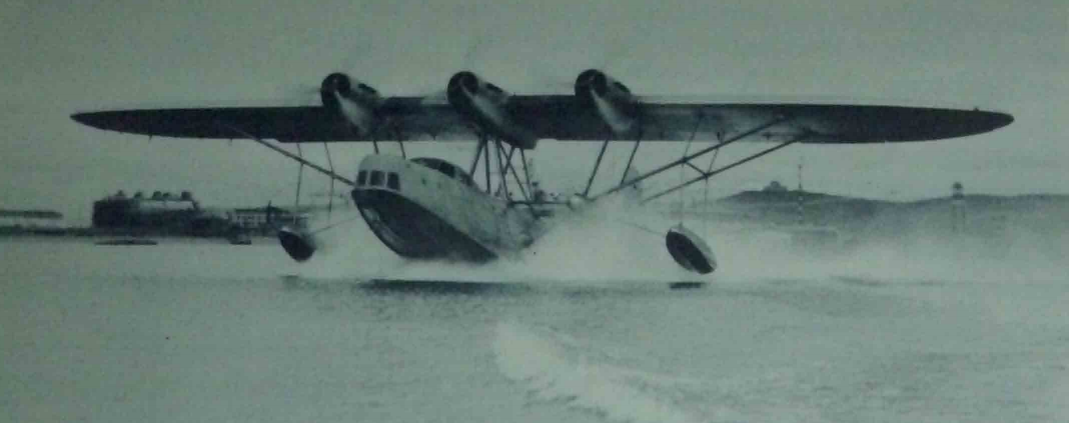
Landung einer CANT Z.508
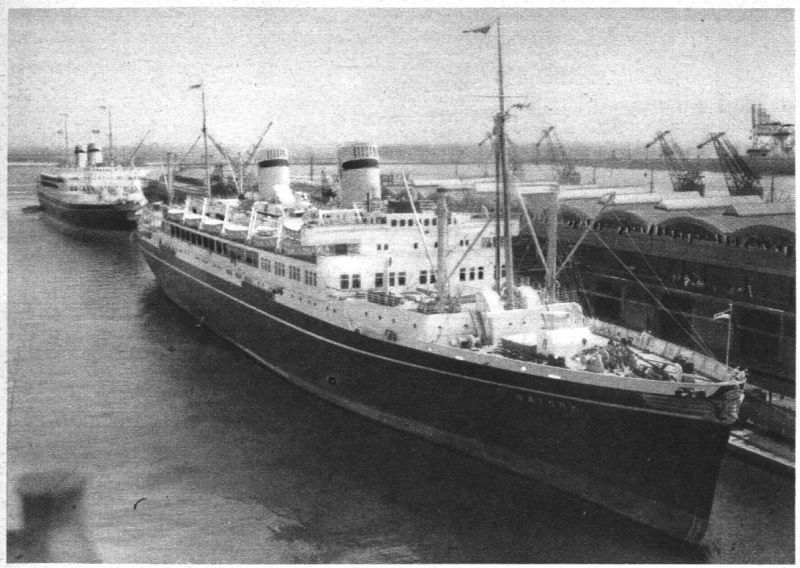
MS Batory und MS Pilsudski (1934/35)
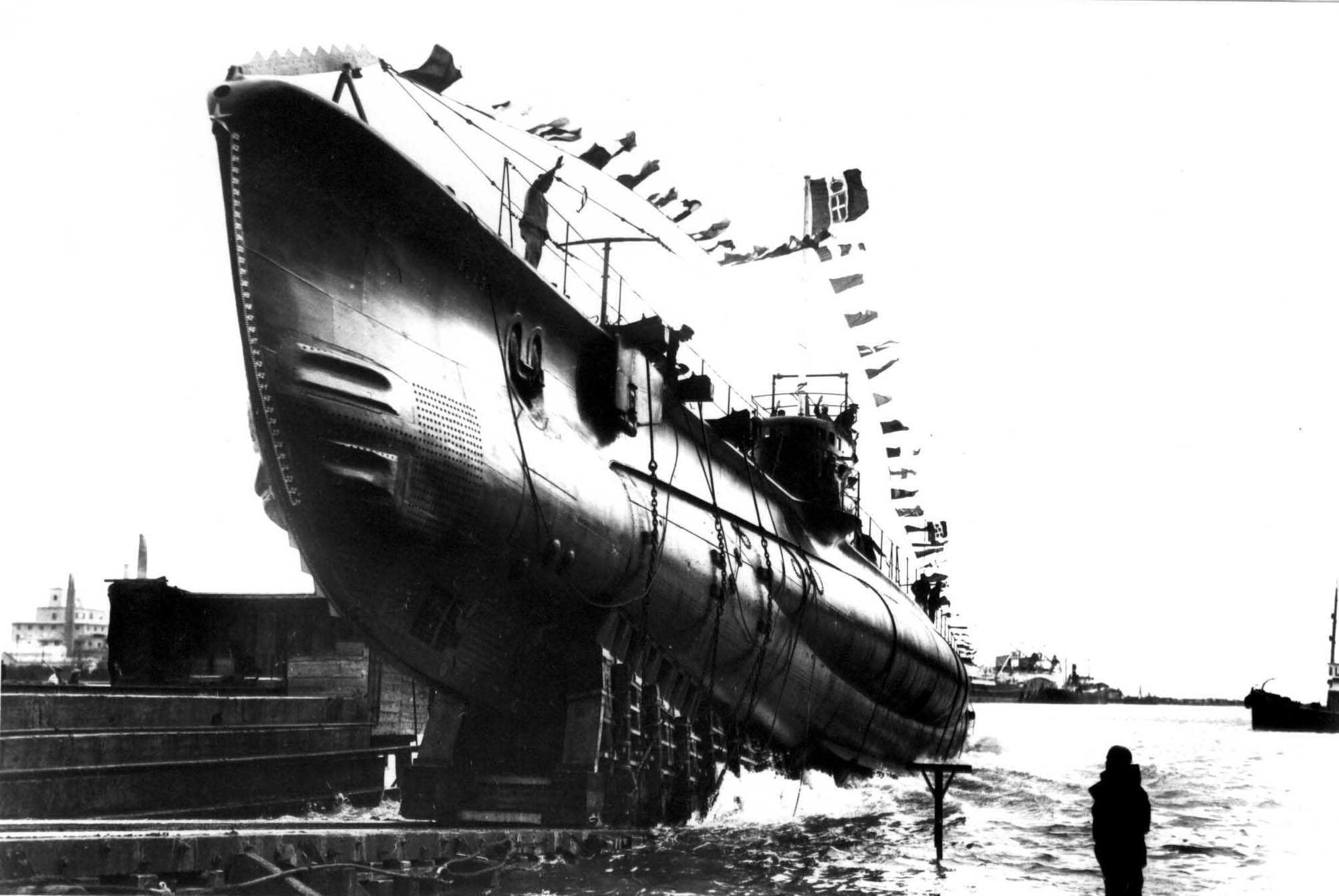
Stapellauf des U-Bootes Alagi (15. November 1936)
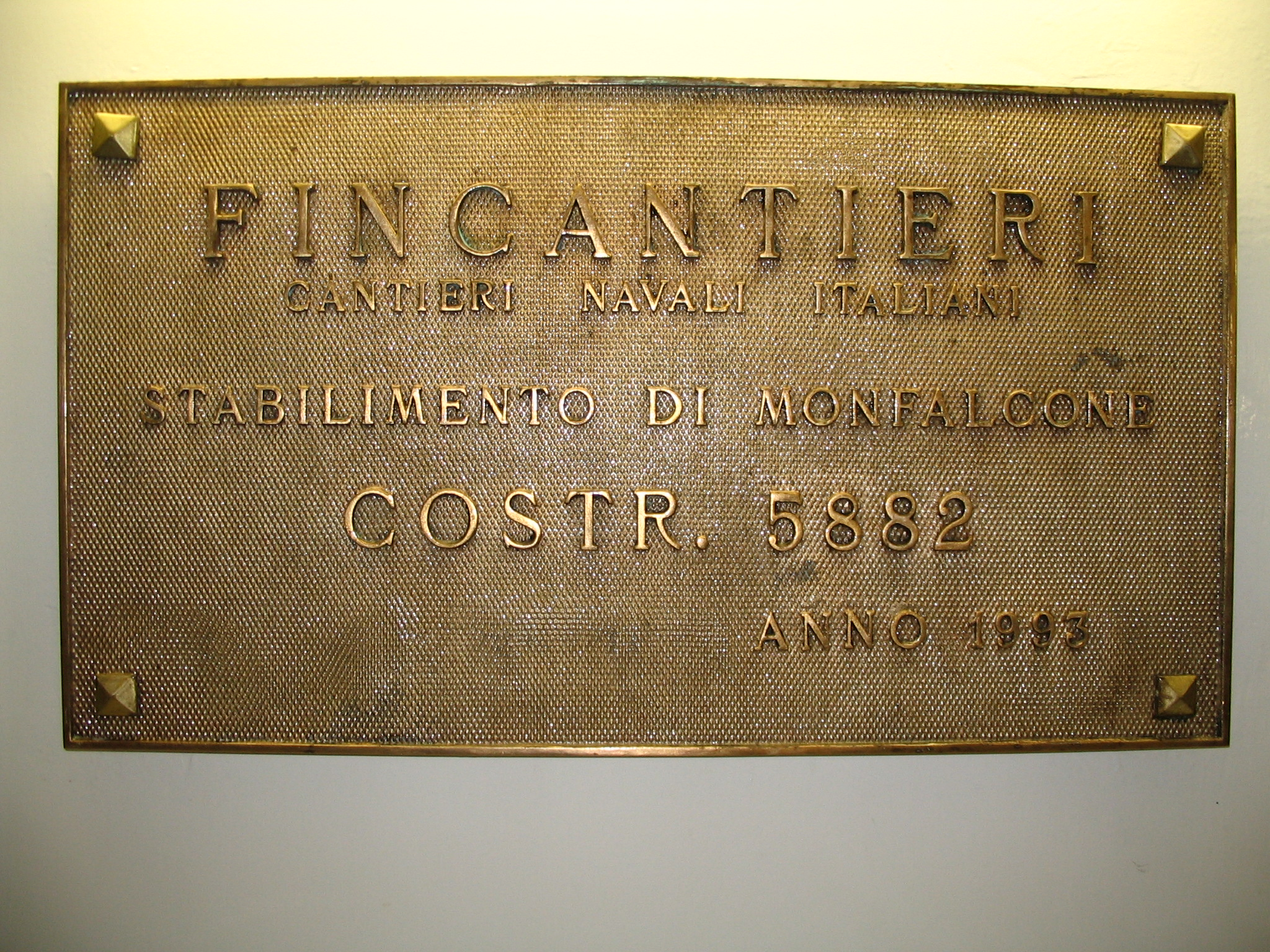
Fabriksschild der MS Maasdam
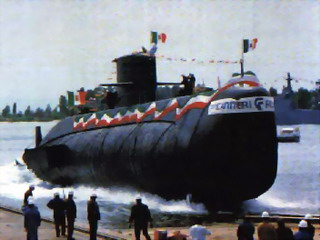
Stapellauf der Longobardo (2006)
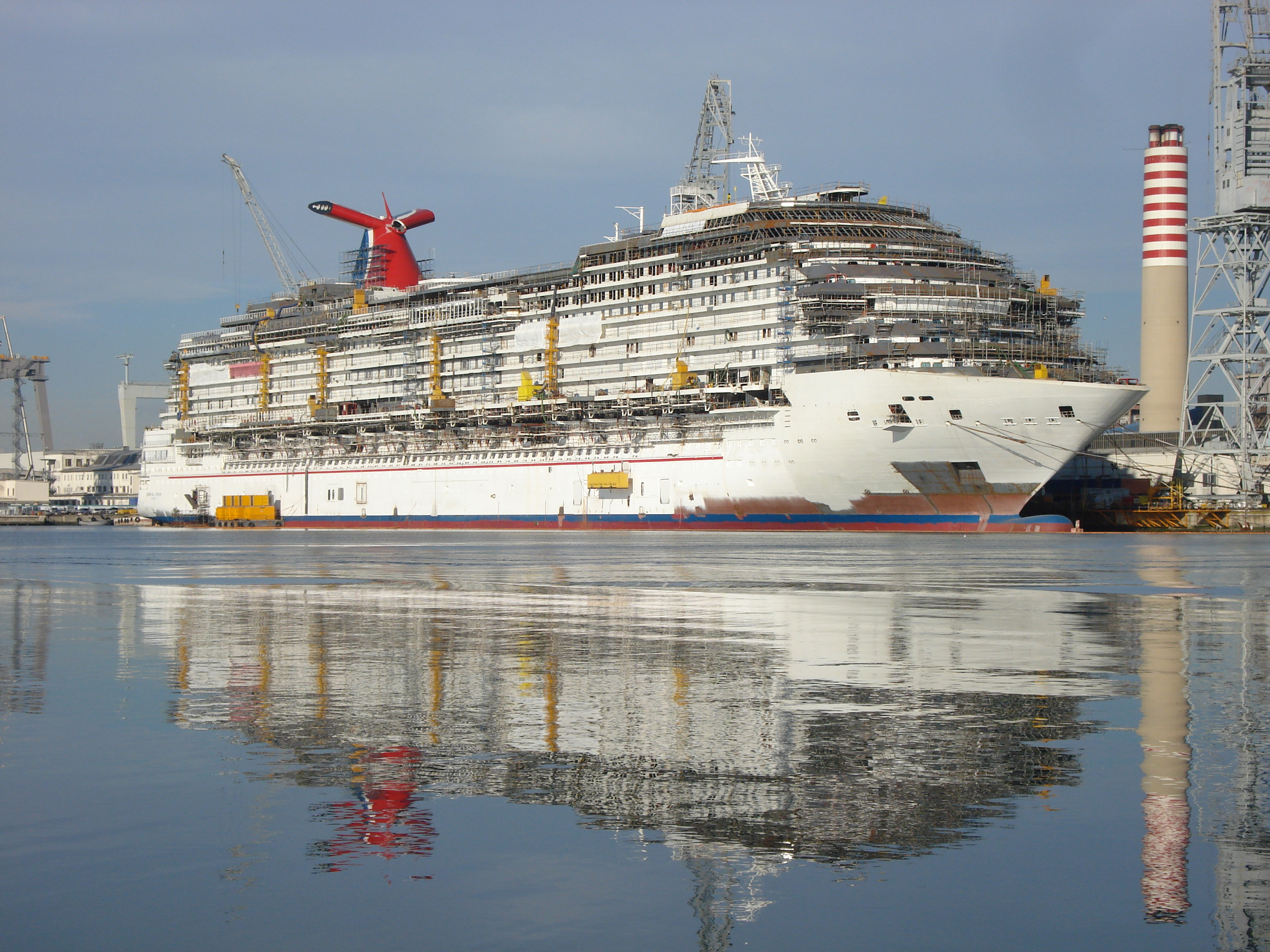
Die Carnival Dream im Bau (2009)
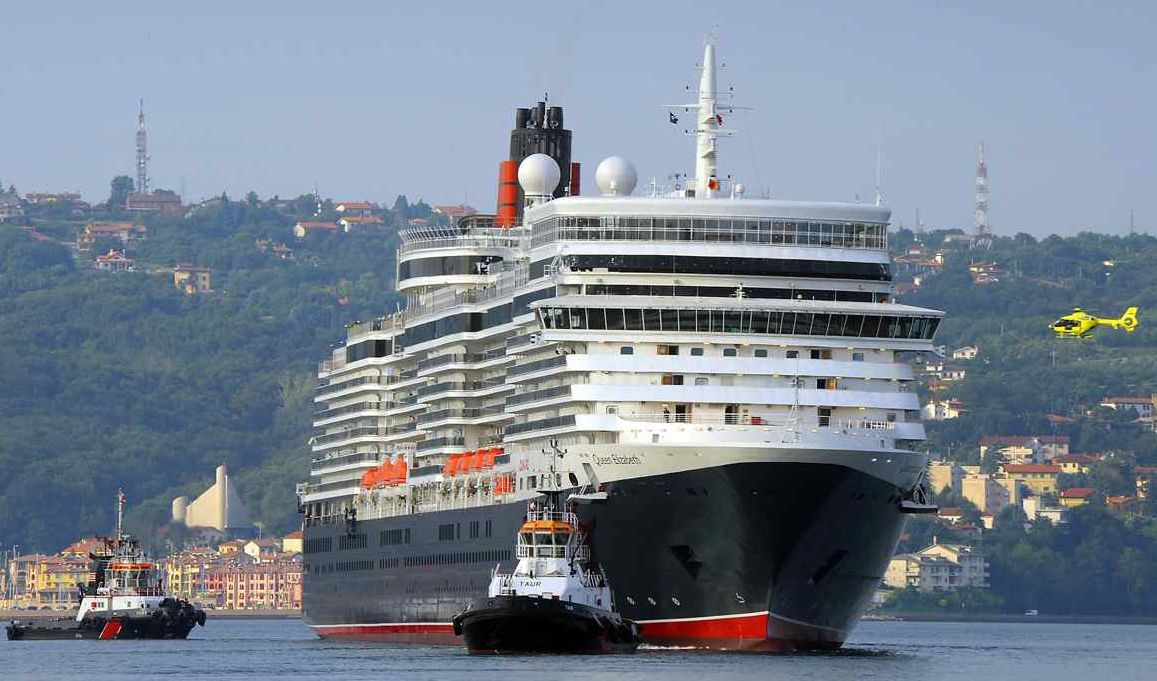
Queen Elizabeth der Cunard Line auf Probefahrt vor Triest